# Ternstroemia dentisepala
Ternstroemia dentisepala är en tvåhjärtbladig växtart som beskrevs av B. Bartholomew. Ternstroemia dentisepala ingår i släktet Ternstroemia och familjen Pentaphylacaceae. Inga underarter finns listade i Catalogue of Life.